# Det dolda brottet
Det dolda brottet (engelska: The Chalk Garden) är en brittisk-amerikansk dramafilm från 1964 i regi av Ronald Neame.
Filmen är baserad på Enid Bagnolds pjäs The Chalk Garden.

## Rollista i urval
- Deborah Kerr - Miss Madrigal
- Hayley Mills - Laurel
- John Mills - Maitland
- Edith Evans - Mrs. St. Maugham
- Elizabeth Sellars - Olivia
- Felix Aylmer - domare McWhirrey
- Lally Bowers - Anna
- Toke Townley - expediten